# Joyce Winifred Vickery
Joyce Winifred Vickery, född den 15 december 1908 i Strathfield, död den 29 maj 1979, var en australisk botaniker som var specialiserad på taxonomi och var känd inom botanisk kriminalteknik. 
Hon studerade vid University of Sydney och blev Bachelor of Science 1931 samt erhöll sin mastersexamen 1933. Vickery var medlem i både Linnean Society of New South Wales och Royal Society of New South Wales.
I augusti 1936 erbjöds Vickery en anställning som assisterande botaniker vid National Herbarium of New South Wales, men tackade nej eftersom hon skulle få sämre betalt än en man med samma kvalifikationer. Efter förhandlingar som höjde lönen accepterade hon och blev den första kvinnliga forskaren vid herbariet. Hon började arbeta med växters taxonomi, det stora projektet var taxonomin för den stora familjen gräs. År 1959 blev hon Doctor of Science för sitt arbete med gröesläktets taxonomi.  
År 1960 blev Vickery känd för en bredare publik då polisen begärde hennes hjälp med att identifiera växtfragment i ett kidnappnings- och mordfall, där en man så småningom dömdes med hennes analyser som grund.
Hon tilldelades Brittiska imperieorden 1962 och Clarkemedaljen 1964.
Auktorsnamnet Vickery kan användas för Joyce Winifred Vickery i samband med ett vetenskapligt namn inom botaniken; se Wikipediaartiklar som länkar till auktorsnamnet.